# Die Revue schöner Frauen
Die Revue schöner Frauen (OT: Pretty Ladies) ist ein US-amerikanischer Stummfilm von Monta Bell aus dem Jahr 1925 mit ZaSu Pitts in einer ihrer wenigen dramatischen Rollen. Joan Crawford wird das erste und einzige Mal unter ihrem Geburtsnamen Lucille LeSueur aufgeführt. Einige Wochen nach der Uraufführung des Films bekam die Schauspielerin ihren Künstlernamen und wurde erstmals in Old Clothes damit im Credit genannt. Die Revuesequenzen des Films wurden teilweise in dem frühen Zweifarben-Technicolor aufgenommen.

## Handlung
Maggey ist Komödiantin bei den Ziegfeld Follies. Sie beneidet die anderen Mädchen um ihre Schönheit. Eines Tages verliebt sie sich in Al Cassidy, den Schlagzeuger des Orchesters. Die Ehe verläuft glücklich, bis Selma, der Star der Follies, Al verführt, der jedoch zu Frau und Kind zurückkehrt. Maggey tut, als wäre nichts geschehen, und die Familie lebt weiter in Glück und Harmonie.

## Hintergrund
Noch unter ihrem Geburtsnamen Lucille LeSueur unterschrieb Joan Crawford im Dezember 1924 einen Studiovertrag mit sieben Monaten Laufzeit bei der neu gegründeten Filmgesellschaft Metro-Goldwyn-Mayer. Nach einer Reihe von Auftritten als Statistin und Lichtdouble für Norma Shearer wurde die Schauspielerin zum ersten Mal namentlich in der Darstellerliste von Pretty Ladies aufgeführt, noch unter ihrem Geburtsnamen Lucille LeSueur. Kurz nach Vollendung der Dreharbeiten nahm sie den Künstlernamen Joan Crawford an. Während der Dreharbeiten machte die Schauspielerin die Bekanntschaft einer anderen Statistin, Myrna Williams, die später unter dem Namen Myrna Loy bekannt wurde. Beide waren bis zu Crawfords Tod eng befreundet. Loy meinte später, während Crawford bereits 1928 dank Our Dancing Daughters zum Star wurde, habe sie bis 1934 und Der dünne Mann warten müssen. In Österreich kam der Film unter dem Titel Die Revue schöner Frauen in den Verleih.
Joan Crawford war sich der Unwichtigkeit ihres Auftritts bewusst:

„Ich denke, ich wurde von niemandem bemerkt.“